# Пуга, Антон Яковлевич
Антон Яковлевич Пуга (1892, Российская империя — 18 апреля 1938, Симферополь) — русский и советский морской офицер, капитан 1-го ранга, командир линкора «Парижская коммуна». Репрессирован в 1937 году, расстрелян. Был реабилитирован в 1956 году.

## Биография
Родился в 1892 годы на территории современной Латвии. Окончил Морской кадетский корпус в 1917 году. Вступил в РККФ. Комендант Очаковской крепости. Капитан канонерской лодки «Красный Аджаристан» Черноморского флота. Командир дивизиона канонерских лодок Черноморского флота. Окончил Курсы усовершенствования высшего начальствующего состава в 1929 году. Кандидат в члены ВКП(б) с 1930 года. Окончил тактические курсы при ВМА в 1932 году. Капитан 1-го ранга, командир линкора «Парижская коммуна» с 1934 года до момента ареста.
Был арестован 21 сентября 1937 года. Был включён в Сталинские расстрельные списки по Крымской АССР 5 марта 1938 года. Приговор Военной Коллегии ВС СССР от 18 апреля 1938 — ВМН. Расстрелян в Симферополе 18 апреля 1938 года. Был реабилитирован 2 июня 1956 года.